# Бундевоглави 3: Пепео пепелу
Бундевоглави 3: Пепео пепелу (енгл. Pumpkinhead: Ashes to Ashes) је британско-америчко-румунски хорор филм из 2006. године, режисера Џејка Веста, са Дагом Бредлијем, Ленсом Хенриксеном, Лин Верал, Дагласом Робертсом и Лисом Макалистер у главним улогама. Наставак је филмова Бундевоглави из 1988 и Бундевоглави 2: Крвава крила из 1994. Од ликова из првог дела враћају се Ед Харли, вештица Хагис, Бант Волас и главни антагониста, Бундевоглави.
Филм је добио углавном негативне критике, а неуспеху је у великој мери допринео низак буџет. Дневни лист Њујорк тајмс назвао га је „заборавним наставком”, док га је публика на сајту Rotten Tomatoes оценила са 23%. Сниман је у Букурешту, упоредно са својим наставком, који носи наслов Бундевоглави 4: Крвава завада. Премијерно је приказан на Syfy каналу.

## Радња
Мештани малог руралног насеља сазнају да су власници крематоријума, заједно са доктором Фрејзером, користили тела за продају органа уместо да их кремирају. Ово сазнање посебно погађа Моли Су Ален, која са још троје мештана одлази код вештице Хагис и баца осветољубиву клетву Бундевоглавог на власнике крематоријума и Фрејзера.

## Улоге
| Глумац             | Улога              |
| ------------------ | ------------------ |
| Даг Бредли         | доктор Фрејзер     |
| Ленс Хенриксен     | Ед Харли           |
| Лин Верал          | Хагис              |
| Даглас Робертс     | Бант Волас         |
| Лиса Макалистер    | Далија Волас       |
| Тес Панцер         | Моли Су Ален       |
| Јоана Гингина      | Ели Џонсон         |
| Раду Јакобијан     | Ричи               |
| Каталин Бараскив   | Рони Џонсон        |
| Ден Астилену       | шериф Балок        |
| Аурел Дичу         | Тини Волас         |
| Емил Хостина       | Лени               |
| Филип Боуен        | свештеник Макги    |
| Валентин Василеску | заменик шерифа Бен |
| Барт Сидлес        | Фред               |
| Мирцеа Стојан      | агент Бенсен       |
| Раду Банзару       | агент Блек         |
| Ливију Герге       | Стен               |